# The Circus Cyclone
The Circus Cyclone er en amerikansk stumfilm fra 1925 instrueret af Albert S. Rogell.

## Medvirkende
- Art Acord som Jack Manning
- Moe McCrea som  Eczema Jackson
- Nancy Deaver som Doraldina
- Cesare Gravina som Pepo
- Albert J. Smith som Steve Brant
- Hilliard Karr som Fatty
- Frank Austin som Joe Dokes
- Gertrude Howard som Mrs. Jackson
- Jim Corey som Greasey